# Нова національна галерея
52°30′25″ пн. ш. 13°22′04″ сх. д. / 52.506944444444° пн. ш. 13.367777777778° сх. д.
Нова національна галерея (нім. Neue Nationalgalerie)  — художній музей в Берліні в складі Державних музеїв Берліна, присвячений мистецтву XX століття.
Будівля музею було побудовано за проектом і під керівництвом Людвіга Міса ван дер Рое і вважається іконою класичного модернізму. Поряд з Берлінською картинною галереєю та Музеєм декоративно-прикладного мистецтва Нова національна галерея є одним з основних музейних установ в берлінському «Культурфорумі».

## Архітектура
Нова національна галерея  — єдине музейне приміщення, створене Людвігом Місом ван дер Рое в Німеччині після Другої світової війни. Будівництво музею було доручено іменитому німецькому архітекторові в 1962 році, коли Місу ван дер Рое вже виповнилося 76 років. Будівництво було завершено в 1968 році за рік до смерті архітектора. Нова національна галерея - перший музей, який відкрив свої двері в заново відбудованому «Культурфорумі» в берлінському Тіргартені. У безпосередній близькості від неї розташовані Державна бібліотека, створена за проектом Ганса Шарун, і будівля Берлінської філармонії.
У проекті будівлі Нової національної галереї Міс ван дер Рое реалізував свою ідею «універсального простору». На гранітній терасі площею 105 × 110 м, вирівнявши легку спадистість берегу Ландвер-каналу, встановив квадратної форми павільйон зі сталі. Довжина кожної зі сторін квадратної покрівлі, домінуючою над усією спорудою, становить 64,8 м, а скляні стіни головного залу відсунуті на 7,2 м углиб будівлі. З кожного боку покрівля утримується двома сталевими колонами, за рахунок цього головний зал виглядає єдиним величезним приміщенням, яке структуровано лише двома вільно розташованими колонами і декількома сходами, що ведуть на підвальний поверх. У головному залі проводяться змінні виставки. На підвальному поверсі знаходяться зали постійних експозицій. Із західного боку до них примикає відкритий сад з скульптурами.
Прихований класицизм в архітектурному вирішенні, запропонованому Місом ван дер Рое для будівлі Нової національної галереї, перетворює його в сучасний варіант античного подіумного храму, де дотримані берлінські архітектурні традиції, закладені Карлом Фрідріхом Шинкелем і його школою в будівлях Старого музею і Старої національної галереї .
Будівля з успіхом використовується для проведення виставок завдяки незвичайному розподілу простору в підвальному поверсі і монументального головного залу.

## Музей

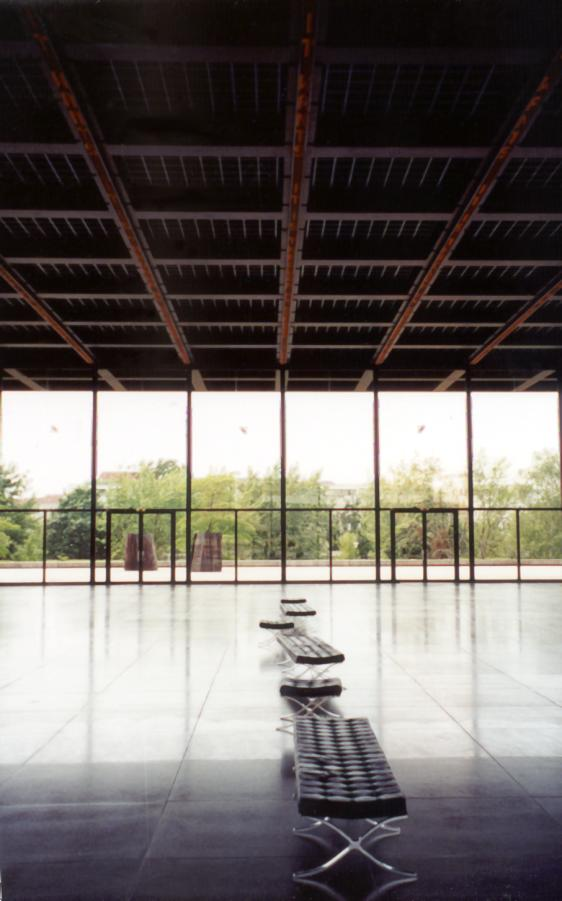
Головний зал Нової національної галереї з меблями з колекції "Барселони крісел" Місана ван дер Рое

Нова національна галерея зберігає твори живопису і скульптури XX століття періоду від класичного модерну до мистецтва 1960-х років, що знаходяться у власності Державних музеїв Берліна. У галереї чітко простежуються традиції, закладені німецьким істориком мистецтва Людвігом Юсті при створенні колекції в 1919 - 1937 роках. Відділу нового мистецтва у Палаці кронпринців, який не витримав боротьби націонал-соціалістів з «дегенеративним мистецтвом».

### Історія виникнення
Рішення про створення в Берліні «Колекції XX століття» було прийнято міським магістратом ще в 1945 році . Ініціатива виходила від Адольфа Яннаша і знову ж таки Людвіга Юсті. Закупівельна комісія, до складу якої увійшли по одному депутату міських зборів від ХДС, СДПН і СЄПН, три історика мистецтва і три художника, була скликана тільки в 1947 році. 69-річний Людвіг Юсті, призначений генеральним директором Державних музеїв Берліна, хотів в першу чергу усунути прогалини в розділі експресіонізму, однак зіткнувся з опором інших членів комісії, які бажали задокументувати сучасне повоєнне мистецтво. Виставки в цей час проходили в залі Державної ради в берлінському Міському палаці .
Всі зусилля по створенню в Берліні музею сучасного мистецтва пропали марно з розділом міста і створенням двох німецьких держав (НДР та ФРН). «Галерея XX століття» заявила про себе знову вже в рамках міського музею в Західному Берліні в 1949 році, а її фонди довелося формувати заново, як і раніше керуючись традиціями, закладеними зборами в Палаці кронпринців. З метою збереження наступності викупити загублені експонати вдалося тільки в декількох випадках, як, наприклад, сталося з «Христом і самаритянкою» Еміля Нольде. Втрати, пов'язані з втратою творів художнього об'єднання «Синій вершник», в повній мірі заповнити не вдалося.
Експозиція галереї працювала спочатку в колишній будівлі казино ландвера по вулиці Йобенсштрассе ( нім. Jebensstraße за будівлею вокзалу «Зоологічний сад», де також розміщувалася Бібліотека мистецтв, а сьогодні знаходяться берлінський Музей фотографії та Фонд Гельмута Ньютона . У 1953 році в Західний Берлін повернулася частина вивезених на час війни фондів Національної галереї, які спочатку демонструвалися в Берліні-Далемі, а з 1959 року - у палаці Шарлоттенбург. Обидві установи паралельно вживали заходів для того, щоб заповнити наявні прогалини в експозиції класичного модерну. Координація діяльності в області закупівель Національної галереї і міський «Галереї XX століття» було досягнуто значного спрощення в 1957 році зі створенням Фундації прусської культурної спадщини. У 1961 році, коли зі зведенням Берлінського муру стало зрозуміло, що об'єднання західних і східних фондів в осяжному майбутньому навряд чи відбудеться, було прийнято рішення про зведення залишків колекцій в представницькому новому художньому музеї в «Культурфорумі», будівництво якого було доручено Місу ван дер Рое .

### Колекція після 1968 року

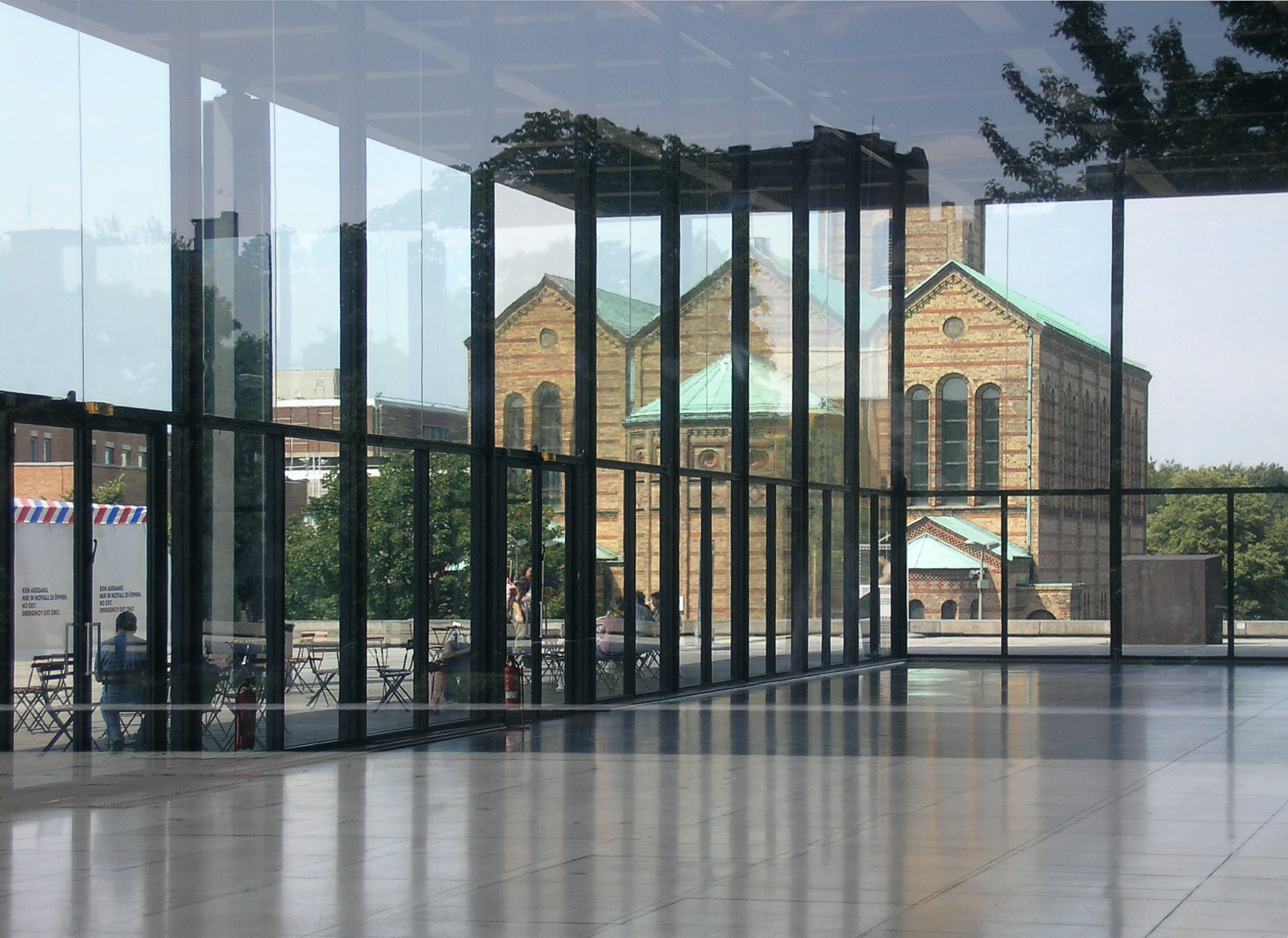
Скляний павільйон Нової національної галереї. На задньому плані - церква Маттеускірхе

Музей урочисто відкрився в 1968 році виставкою Піта Мондріана. Першим директором був призначений Вернер Хафтманн, якому вдалося створити для публіки закінчену колекцію з розрізнених залишків колекцій. У нову будівлю спочатку переїхала «Галерея XX століття» і всі фонди Національної галереї, а в 1986 році внаслідок нестачі місця «Галерея романтики» повернулася у палац Шарлоттенбург, і постійна експозиція Нової національної галереї була повністю віддана мистецтву XX століття.
Бюджет Нової національної галереї на нові придбання із самого початку був швидше обмеженим. В кінці 60-х років він становив близько 200 000 німецьких марок в порівнянні з бюджетом, наприклад, Художні збори землі Північний Рейн - Вестфалія, що складав 10 млн. Багато картин були придбані галереєю завдяки підтримці фонду берлінських лотерей, а з 1977 року і організації «друзів Національної галереї».
Громадськість часто брала найактивнішу участь у формуванні концепції музею та його політиці в області закупівель. Хафтманну вдалося надати чіткі контури колекції і перевести її в міжнародний контекст. Позиція Хафтманна, який виступав проти кордонів між жанрами гепенінгів і інсталяцій, привела після 1968 року до справжніх сутичок, що закінчився для музею декількома розбитими і навіть розстріляними стеклами.
У 1982 році придбання музеєм картини Барнета Ньюмана «Who's Afraid of Red, Yellow and Blue IV» було зустрінуте категоричним неприйняттям бульварної преси, що вилився навіть в погрози життю директору музею Дітеру Хонішу. Картина врешті-решт була знищена якимось студентом. Хоніш відкрив двері галереї для американського живопису і зокрема «живопису кольорового поля», свідомо протиставивши його поп-арту, зібраного у кельнському Музеї Людвіга .

### Колекція після 1990 року
З воз'єднанням Німеччини змінився і вигляд Нової національної галереї. Вона знову увійшла до складу берлінської Національної галереї на Музейному острові. У 1993 році була проведена реорганізація фондів. Якщо возз'єднання «Галереї романтики» зі старими фондами в палаці Шарлоттенбург і поповнення колекції класичного модерну обійшлися без особливого клопоту, то інтеграція післявоєнного мистецтва з НДР і Західної Німеччини виявилася набагато складнішою. Розміщення виставкових експонатів викликало запеклий протест і призвело до так званого німецько-німецькому спору про картини, котрий тривав цілий рік, який підігрівали насамперед образи не визнаних державою художників з НДР і обуренням з боку ХДС. В даний час мистецтво НДР в галереї практично не представлено.
Після реконструкції Гамбурзького вокзалу, який став Музеєм сучасності і зберігає художню колекцію, отриману містом в дар від будівельного магната Еріха Маркса, Нова національна галерея демонструє в своїй експозиції виключно твори мистецтва, які стосуються періоду від класичного модерну до початку 70-х років. За ці межі галерея виходить тільки в численних і часто сенсаційних спеціальних виставках- ретроспективах, що проходять в скляному павільйоні. З лютого по вересень 2004 року в Новій національній галереї демонструвалася виставка знаменитого нью-йоркського Музею сучасного мистецтва з назвою нім. «Das Moma in Berlin» ( «Moma в Берліні»). З червня по жовтень 2007 року галерея повторила цей успіх, прийнявши виставку шедеврів французького мистецтва XIX століття з Метрополітен-музею нім. «Die schönsten Franzosen kommen aus New York» («Найкрасивіші французи з Нью-Йорка»). Друге велике придбання Національної галереї - Музей Берггрюна - поповнило фонди Нової національної галереї творами мистецтва класичного модерну. У 2008 році палітра представлених в галереї творів поповниться колекцією сюрреалізму з Музею Шарфа-Герстенберг .

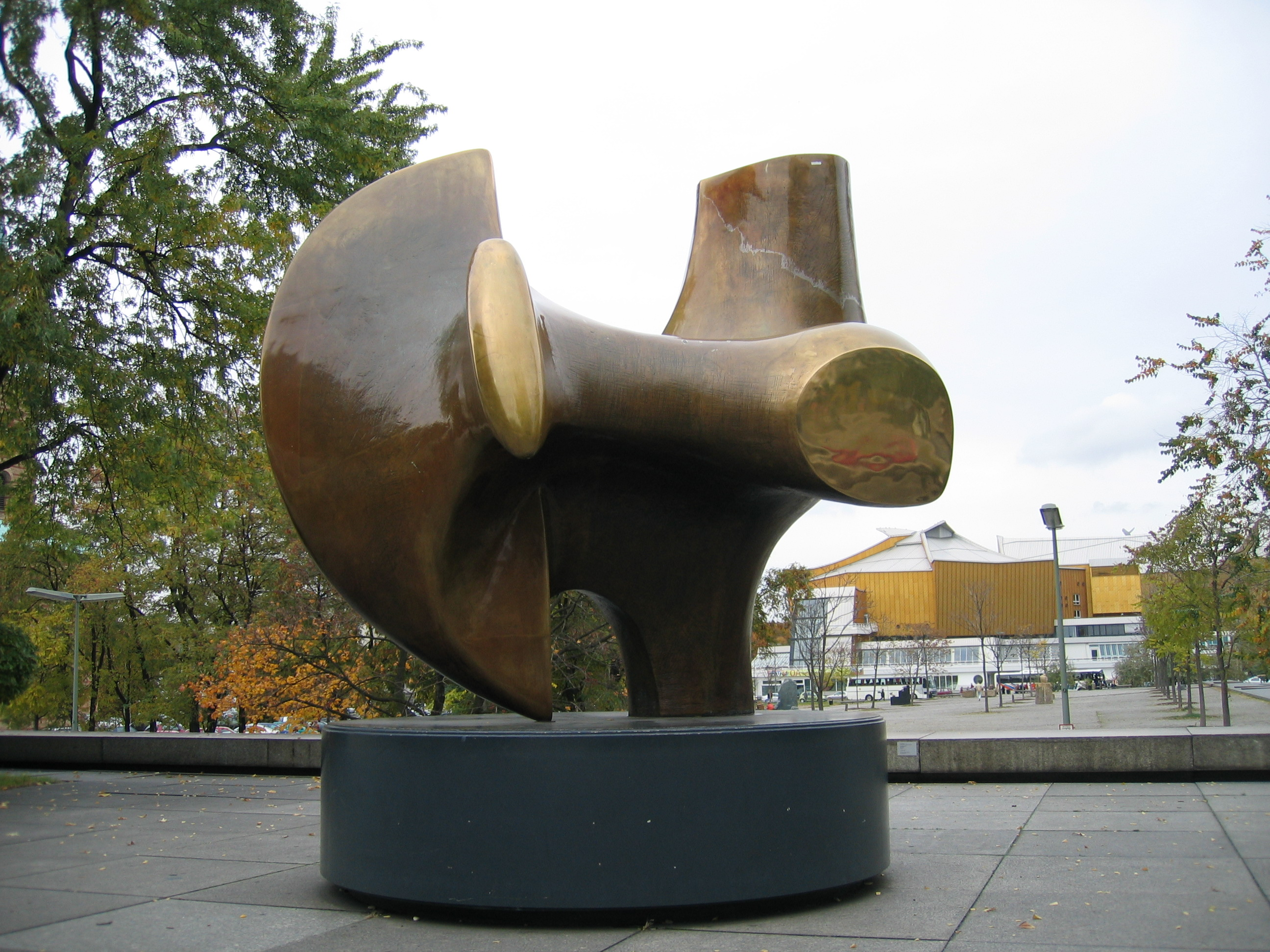
Скульптура «Лучник» Генрі Мура у будівлі Нової національної галереї в «Культурфорумі»

- Національна галерея Берліна
- Культурфорум
- Стара національна галерея
- музей Берггрюна
- Фрідріхсвердерська церква
- Гамбурзький вокзал